# إنريكو ألبرتوزي
إنريكو ألبرتوزي (بالإيطالية: Enrico Albertosi)، (بونتريمولي بمقاطعة ماسا كرارا 2 نوفمبر 1939) ، لاعب كرة قدم إيطالي سابق.
لعب مع منتخب إيطاليا لكرة القدم.

## روابط خارجية
- إنريكو ألبرتوزي على موقع الاتحاد الدولي (مؤرشف)  (الإنجليزية)
- إنريكو ألبرتوزي على موقع قاعدة بيانات كرة القدم.إي يو (الإنجليزية)
- إنريكو ألبرتوزي على موقع ناشيونال فوتبول تيمز (الإنجليزية)
- إنريكو ألبرتوزي على موقع عالم كرة القدم.نت (الإنجليزية)